# Žďár (ort i Tjeckien, Mellersta Böhmen)
Žďár är en ort i Tjeckien.   Den ligger i distriktet Okres Mladá Boleslav och regionen Mellersta Böhmen, i den centrala delen av landet, 70 km nordost om huvudstaden Prag. Žďár ligger 239 meter över havet och antalet invånare är 1 181.
Terrängen runt Žďár är huvudsakligen platt, men norrut är den kuperad. Žďár ligger nere i en dal. Runt Žďár är det ganska tätbefolkat, med 83 invånare per kvadratkilometer. Närmaste större samhälle är Mladá Boleslav, 19,3 km sydväst om Žďár. Trakten runt Žďár består till största delen av jordbruksmark.